# تلویزیون سوئد
تلویزیون سوئد (به سوئدی: Sveriges Television) یا اس‌وی‌تی (SVT) پخش‌کننده تلویزیونی عمومی و ملی سوئد است که بودجه آن از مالیات خدمات عمومی وضع شده بر درآمدهای شخصی می‌آید که ریکسداگ (مجلس سوئد) آن را تعیین می‌کند. تا پیش از سال ۲۰۱۹ بودجه اس‌وی‌تی از گرفتن هزینه مجوز تلویزیون از همه دارندگان گیرنده‌های تلویزیونی تأمین می‌شد. سیستم پخش عمومی سوئد تا حد زیادی از سیستم استفاده شده در بریتانیا الگو گرفته‌است و تلویزیون سوئد دارای ویژگی‌های مشترک بسیاری با همتای بریتانیایی خود، بی‌بی‌سی، است.